# 托马斯·斯坎伦
托马斯·麥可·斯坎伦（英文：Thomas Michael Scanlon，1940年6月28日—）是一位美国伦理学家及政治哲学家。

## 生平
他本科毕业于普林斯顿大学，后于哈佛大学获得哲学博士学位。期间曾以福布莱特学者身份旅英一年，就读于牛津大学。1966年至1984年，斯坎伦任教于普林斯顿大学哲学系。自1984年起，斯坎伦任教于哈佛大学哲学系。
斯坎伦著有《我们彼此负有什么义务》、《宽容之难》、《Being Realistic about Reasons》等书。在伦理学领域里，斯坎伦以其道德契约论（contractualism）闻名，是当代非结果论的代表人物之一。 而在元伦理学领域中，斯坎伦则是一个著名的非自然主义者。

## 书籍
- 《我们彼此负有什么义务》（1998）
- 《宽容之难》（2003）
- 《道德之维》（2008）
- 《Being Realistic about Reasons》（2014）
- 《Why Does Inequality Matter？》（2018）